# Tricky Stewart
Tricky Stewart, właśc. Christopher Alan Stewart (ur. 4 stycznia 1974) – amerykański producent muzyczny i wykonawczy, kompozytor, który pracował m.in. nad takimi utworami jak „Single Ladies (Put a Ring on It)” Beyoncé, „Umbrella” Rihanny czy „Me Against the Music” Britney Spears. W trakcie swojej ponad dziesięcioletniej działalności, na czele swojej firmy RedZone Entertainment, odpowiedzialny jest za sprzedanie ponad dwudziestu pięciu milionów płyt.

## Wyprodukowane single
| Rok  | Singel                                        | Pozycje na listach przebojów | Pozycje na listach przebojów | Pozycje na listach przebojów | Pozycje na listach przebojów | Pozycje na listach przebojów | Pozycje na listach przebojów | Pozycje na listach przebojów | Artysta          | Album                                  |
| Rok  | Singel                                        | US                           | US R&B                       | US Rap                       | US Pop                       | UK                           | CAN                          | AUS                          | Artysta          | Album                                  |
| ---- | --------------------------------------------- | ---------------------------- | ---------------------------- | ---------------------------- | ---------------------------- | ---------------------------- | ---------------------------- | ---------------------------- | ---------------- | -------------------------------------- |
| 1999 | „Who Dat” (wraz z Solé)                       | 5                            | 2                            | 1                            | —                            | —                            | —                            | —                            | JT Money         | Pimpin' on Wax                         |
| 1999 | „4, 5, 6” (wraz z JT Money oraz Kandi)        | 27                           | 9                            | 1                            | —                            | —                            | —                            | —                            | Solé             | Skin Deep                              |
| 2000 | „It Wasn’t Me” (featuring Ginuwine)           | —                            | 44                           | —                            | —                            | —                            | —                            | —                            | Solé             | Skin Deep                              |
| 2000 | „Case of the Ex”                              | 2                            | 10                           | —                            | —                            | 3                            | —                            | 1                            | Mýa              | Fear of Flying                         |
| 2003 | „Me Against the Music” (wraz z Madonną)       | 35                           | —                            | —                            | —                            | 2                            | 2                            | 1                            | Britney Spears   | In the Zone                            |
| 2007 | „Umbrella” (wraz z Jayem-Z)                   | 1                            | 4                            | —                            | 1                            | 1                            | 1                            | 1                            | Rihanna          | Good Girl Gone Bad                     |
| 2007 | „Just Fine”                                   | 22                           | 3                            | —                            | 42                           | 16                           | 84                           | —                            | Mary J. Blige    | Growing Pains                          |
| 2007 | „Ridin'”                                      | —                            | 58                           | —                            | —                            | —                            | —                            | —                            | Mýa              | Liberation                             |
| 2007 | „Suffocate”                                   | 18                           | 2                            | —                            | 55                           | —                            | —                            | —                            | J. Holiday       | Back of My Lac                         |
| 2007 | „Falsetto”                                    | 30                           | 3                            | —                            | 94                           | —                            | —                            | —                            | The-Dream        | Love Hate                              |
| 2007 | „I Luv Your Girl” (wraz z Jeezym)             | 20                           | 3                            | —                            | 58                           | —                            | —                            | —                            | The-Dream        | Love Hate                              |
| 2008 | „Touch My Body”                               | 1                            | 2                            | —                            | 1                            | 5                            | 2                            | 17                           | Mariah Carey     | E=MC²                                  |
| 2008 | „Leavin'”                                     | 10                           | —                            | —                            | 2                            | 48                           | 16                           | 49                           | Jesse McCartney  | Departure                              |
| 2008 | „Moving Mountains”                            | 67                           | 18                           | —                            | —                            | 25                           | —                            | 36                           | Usher            | Here I Stand                           |
| 2008 | „Cookie Jar” (wraz z The-Dreamem)             | 59                           | —                            | —                            | 55                           | 6                            | 91                           | 41                           | Gym Class Heroes | The Quilt                              |
| 2008 | „Single Ladies (Put a Ring on It)”            | 1                            | 1                            | —                            | 2                            | 7                            | 2                            | 5                            | Beyoncé          | I Am... Sasha Fierce                   |
| 2008 | „Just Like Me” (wraz z T.I.)                  | 49                           | 8                            | —                            | —                            | —                            | —                            | 91                           | Jamie Foxx       | Intuition                              |
| 2009 | „Hands on Me”                                 | —                            | 56                           | —                            | —                            | —                            | —                            | —                            | Bobby Valentino  | The Rebirth                            |
| 2009 | „Throw It in the Bag” (wraz z The-Dreamem)    | 14                           | 4                            | 2                            | —                            | —                            | —                            | —                            | Fabolous         | Loso’s Way                             |
| 2009 | „All I Really Want” (wraz z The-Dreamem)      | —                            | —                            | —                            | —                            | —                            | —                            | —                            | Rick Ross        | Deeper Than Rap                        |
| 2009 | „Like a Surgeon”                              | —                            | 59                           | —                            | —                            | —                            | —                            | —                            | Ciara            | Fantasy Ride                           |
| 2009 | „Obsessed”                                    | 7                            | 12                           | —                            | —                            | 52                           | 15                           | 13                           | Mariah Carey     | Memoirs of an Imperfect Angel          |
| 2009 | „One Time”                                    | 17                           | —                            | —                            | 14                           | 11                           | 12                           | 35                           | Justin Bieber    | My World                               |
| 2009 | „I Look to You”                               | 70                           | 16                           | —                            | —                            | 115                          | 68                           | —                            | Whitney Houston  | I Look to You                          |
| 2009 | „Gangsta Luv” (wraz z The-Dreamem)            | 35                           | 24                           | 5                            | —                            | —                            | —                            | —                            | Snoop Dogg       | Malice n Wonderland                    |
| 2009 | „Louboutins”                                  | —                            | —                            | —                            | —                            | —                            | —                            | —                            | Jennifer Lopez   | Love?                                  |
| 2009 | „Hard” (wraz z Jeezym)                        | 8                            | 14                           | —                            | 9                            | 42                           | 15                           | 75                           | Rihanna          | Rated R                                |
| 2010 | „Baby” (wraz z Ludacrisem)                    | 5                            | 96                           | —                            | —                            | 3                            | 3                            | 18                           | Justin Bieber    | My World 2.0                           |
| 2010 | „Up Out My Face” (remix) (wraz z Nicki Minaj) | 100                          | 39                           | —                            | —                            | —                            | —                            | —                            | Mariah Carey     | Angels Advocate (album niewydany)      |
| 2010 | „Ride” (wraz z Ludacrisem)                    | 42                           | 3                            | —                            | —                            | 75                           | —                            | 75                           | Ciara            | Basic Instinct                         |
| 2010 | „Speechless”                                  | —                            | 74                           | —                            | —                            | —                            | —                            | —                            | Ciara            | Basic Instinct                         |
| 2010 | „Gimmie Dat”                                  | 116                          | 67                           | —                            | —                            | 111                          | —                            | —                            | Ciara            | Basic Instinct                         |
| 2012 | „Dressin' Up”                                 | —                            | —                            | —                            | —                            | —                            | —                            | —                            | Katy Perry       | Teenage Dream: The Complete Confection |